# Phantom 3
Phantom 3 je dron ( engl. quadcopter ) koji služi za video produkciju. Postoje tri modela iz ove serije standard, advanced i professional. Dron poseduje četiri motora i na vrhu se montiraju elise za letenje. Tezina drona iznosi 1280 g. Daljinski upravljac varira u zavisnosti od modela pa tako najjeftiniji model (standard) nema mogućnost da se poveže sa tabletom već je povezivanje moguće samo pomoću mobilnog telefona. Rezolucija kamere isto varira u zavisnosti od modela i o istoj će biti više reči ispod svakog modela ponaosob. Svim modelima je zajednički gimbal ( stabilizator) koji ima 3 ose i pomaže kako u stabilizaciji kamere tako i u pomeranju polozaja same kamere. Svi pomenuti modeli imaju podršku GPS koji pomaže u pozicioniranju drona i njegovom održavanju u jednoj tački. Prikaz slike je moguć pomoću aplikacije koju je razvila kompanija DJI koja proizvodi same dronove. Aplikaciju je moguće preuzeti besplatno kako za Android tako i za IOS platformu. Pomoću aplikacije se menjaju opcije kamere i podešavanja. Sama aplikacija pokazuje visinu i daljinu u odnosu na tačku poletanja. Ima jos mnogo dobrih opcija o kojima će biti reči u nastavku teksta.

## Povratak kući (engl.home return )
Jedna od mnogo dobrih opcija koja pomaže u upravljanju samim dronom je opcija za povratak na mesto odakle je dron poleteo ( home point). Kada se signal izgubi dron automatski kreće da se vraća pomoću GPS-a istom putanjom kojom je pre toga išao. Pomoću aplikacije se odredjuje visina kojom dron leti dok se vraća na poziciju odakle je poleteo, tj. u aplikaciji se podesi visina na koju će se leteći objekat popeti i kojom će se vraćati. Npr: ako dron izgubi signal, automatski se popne na visinu 50m ( ako smo tako namestili u aplikaciji) da bi izbegao drveće koje se nalazi na putu. To je visina koju preporučuje aplikacija da je bezbedna i da na toj visini nema opasnosti od drveća. Na mestima gde se nalaze visoke zgrade neophodno je u podešavanju namestiti višu visinu od 50m pošto su zgrade iznad te visine. U svakom momentu moguće je prekinuti "povratak kući " ako se uspostavi veza sa daljinskim upravljačem i ako to želi osoba koja upravlja letelicom. Ista opcija se automatski pali kada nivo baterije padne ispod 15% da bi se izbegao pad letelice.

## Baterija DJI ( inteligentna baterija)Cena oko 150evra
Baterija za Phantom 3 je inteligentna baterija nove generacije kapaciteta 4480mAh, 15.2V LiPo4s koja je specijalno dizajnirana za phantom 3 letelice. Baterija obezbedjuje do 23 minuta leta. Opremljena je senzorima i LED indikatorima koji pokazuju preostalo vreme leta u realnom vremenu.

###### PUNJENJE BATERIJE:
Baterije moraju da se pune isključivo originalnim DJI punjačem. Nikada nemojte ostaviti bateriju bez nadzora kada je punite. Nemojte puniti bateriju blizu zapaljivih materijala ili na zapaljivoj podlozi. Ne punite bateriju odmah nakon leta. moguće je da je baterija zagrejana tokom leta i da je temperatura ćelija visoka. Ne punite bateriju dok se ohladi do temperature okoline. Baterij ne sme da se puni izvan optimalne temperature za punjenje koja iznosi 0℃-40℃. Napunite i ispraznite bateriju u potpunosti jednom u 20 ciklusa. Ispraznite bateriju tako da kapacitet ostane ispod 8% ili dok se ne isključi, zatim je napunite do maksimalnog kapaciteta. Ovakvi ciklusi mogu produžiti vek baterije.

###### ČUVANJE BATERIJE:
Odložite bateriju u kutije za reciklažu nakon potpunog pražnjenja. Nemojte da bacate bateriju u običnu korpu za otpadke. Molimo vas da se držite regulativa koje se odnose na recikliranje baterija nakon upotrebe. Ukoliko je taster za uključivanje i isključivanje inteligentne baterije van funkcije ili baterija ne može da se napuni u potpunosti molimo vas da kontaktirate osoblje ili firmu stručnu za odlaganje i reciklažu baterija.

## Phantom 3 standard (cena 500 evra)
Specijalno dizajniran za početnike u ovom vidu snimanja, DJI Phantom 3 Standard dron predstavlja kvadkopter sa integrisanom kamerom koja može da snima video do rezolucije od 2.7K (2704 x 1520) sa 30 fps i pravi fotografije veličine 12MP, i to kako u JPEG, tako i u RAW formatu. Prema rečima proizvođača, dron Phantom 3 Standard je lakši za upotrebu od verzija DJI Phantom 3 Professional i DJI Phantom 3 Advanced i koristi unapređenu verziju daljinskog za model DJI Phantom 2 Vision+, koji sada uključuje dodatak za montiranje pametnog telefona. Na taj način, u gotovo realnom vremenu možete pratiti snimanje na Vašem telefonu putem Wi-Fi veze ili DJI Go mobilne aplikacije. Pomoću ove aplikacije takođe je moguće pokretanje i zaustavljanje video zapisa, kao i podešavanje opcija kamere. Phantom 3, verzija Standard donosi dužinu leta od 25 minuta (koristi istu inteligentnu bateriju), a stabilizacija je bazirana na GPS-u. Objektiv se odlikuje rasponom od 20mm (ekvivalentno), blendom od f/2.8 i vidnim poljem od 94° (FOV), dok se ISO osetljivost prostire od 100 do 3200 za video zapise i od 100 do 1600 za fotografije. Što se tiče videa, osim 2.7K rezolucije, tu su standardne Full HD (1080/30p/25p/24p) i HD (720/60p/50p/48p/30p/25p/24p), dok je video snimanje u režimu živog prikaza preko DJI Go aplikacije ograničeno na 720/30p; snima se u formatima MP4 i MOV. Maksimalna stopa bitova iznosi 40 Mbps, dok se podaci beleže na microSD kartici kapaciteta 8GB, koja dolazi u pakovanju. Kada su u pitanju režimi fotografisanja, na raspolaganju su klasični režim sa ispaljivanje jedne fotografije, rafalni modovi (do 7 fps), breketing (auto exposure bracketing) i time lapse. Međutim, ova iteracija Phantom 3 drona takođe može da se pohvali i inteligentnim opcijama, a to su: Point of Interest, Waypoint Navigation i Follow Me. Point of Interest mod omogućava korisniku da označi metu oko koje će dron leteti ukrug, tako da će meta uvek biti u centru kadra, što je vrlo teško izvesti ručno. Režim Waypoint Navigation daje korisniku mogućnost da letelici zada određenu rutu po kojoj će ona automatski leteti, a za to vreme korisnik će neometano upravljati kamerom i fokusiraće se samo na željene kadrove. Što se tiče funkcije Follow Me, njome se dron podešava da prati korisika gde god da se ovaj kreće.
| Senzor                | Tip senzora                       | Sony EXMOR veličine 1/2.3” |
| Senzor                | Rezolucija (MP)                   | 12 MP |
| Senzor                | Veličina slike (px)               | 4000 x 3000 tačaka |
| Objektiv              | Raspon objektiva (mm)             | 20 mm (ekvivalentno) |
| Objektiv              | Otvor blende (f/)                 | f/2.8 |
| Snimanje              | Video snimanje (rezolucija)       | 2704 x 1520 sa 30 fps |
| Snimanje              | Neprekidno (burst)                | 3/5/7 fps |
| Snimanje              | Tip fajlova                       | JPEG, DNG (RAW); MP4, MOV (MPEG-4 AVC/H.264); format FAT32 / exFAT |
| Ekspozicija           | ISO osetljivost                   | 100 - 1600 (fotografije); 100 - 3200 (video zapisi) |
| Ekspozicija           | Brzina zatvarača                  | 8 - 1/8000 s |
| Ostale karakteristike | Wi-Fi funkcija                    | Da |
| Ostale karakteristike | Otporan na vodu, prašinu i padove | Ne |
| Ostale karakteristike | Zaptivenost                       | Ne |
| Ostale karakteristike | GPS upis podataka                 | Da |
| Opšte karakteristike  | Maksimalna visina letenja         | 6000 m |
| Opšte karakteristike  | Dimenzije (ŠDV) mm                | Dijagonala 590 mm (uključujući propelere) |
| Opšte karakteristike  | Masa (g)                          | 1216 g (sa baterijom) |
| Opšte karakteristike  | Ugao gledanja (horizontalno)      | 94° |
| Opšte karakteristike  | Brend                             | DJI |
| Opšte karakteristike  | Sadržaj pakovanja                 | Daljinski, baterija za daljinski, propeleri, baterija za letelicu, punjač, kabl za napajanje, uputstvo, USB kabl, stega za uklanjanje propelera, 4 prigušivača potresa |
| Memorija              | Interna memorija                  | Ne |
| Memorija              | Tip memorijske kartice            | Micro SD (Class 10 ili UHS-1) |
| Memorija              | Kapacitet kartice (GB)            | 8 GB |
| Konekcije             | Interfejs                         | Daljinski upravljač, USB |
| Napajanje             | Kapacitet                         | 4480 mAh |
| Napajanje             | Baterija                          | Litijum-polimerska LiPo 4S |
| Napajanje             | Trajanje baterije (min/br.sn.)    | 25 minuta |
| Let                   | Brzina uspinjanja                 | 5 m/s |
| Let                   | Brzina propadanja                 | 3 m/s |
| Let                   | Brzina letenja                    | 16 m/s (ATTI mod, bez vetra) |

## Phantom 3 advanced (cena oko 750 evra)
DJI Phantom 3 Advanced dron, kao i njegov "brat blizanac" Professional, poseduje vrhunski 1/2.3" Sony EXMOR senzor od 12MP (koji je osetljiviji na svetlo nego senzor kod modela DJI Phantom 2 Vision), vidno polje od 94 stepeni, kao i objektiv 20mm (ekvivalentno) f/2.8, dok je kamera stabilizovana zahvaljujući gimbalu sa mogućnošću kretanja u 3 ose, što donosi željenu glatkoću video zapisa. Međutim, ono po čemu se razlikuju ove dve iteracije jeste video mod. Naime, dron DJI Phantom 3 Professional snima u fantastičnoj 4K rezoluciji, precizno 4096 x 2160 na 24/25 fps ili 3840 x 2160 (UHD) na 24/25/30 fps, dok DJI Phantom 3 Advanced snima "samo" u Full HD rezoluciji, precizno 1920 x 1080 sa 24/25/30/48/50/60 fps (podrazumeva se da Professional poseduje i mogućnost snimanja u Full HD rezolucji). Zahvaljujući inovativnom sistemu vizuelnog pozicioniranja (Visual Positioning System), letelica Phantom 3 može da levitira na istoj poziciji na zatvorenom, i to bez GPS-a, a jednostavnim pritiskom na dugme daljinskog upravljača vrlo lako može da poleti/sleti. Tu je i Lightbridge tehnologija koja donosi režim živog prikaza (Live View) i omogućava korisniku da vidi ono što kamera drona vidi, i to u HD rezoluciji, do udaljenosti od 2km. Podešavanja ISO vrednosti, brzine zatvarača, i kompenzacije ekspozicije mogu se vršiti bilo daljinskim upravljačem ili Pilot aplikacijom. Ova napredna aplikacija takođe omogućava korisnicima da svoje snimke šalju putem livestream-a direktno na YouTube, što je više nego praktično. Letelica Phantom 3 još može da se pohvali unapređenom baterijom sa boljim senzorima, kao i bržim punjačem, što će definitivno doneti više kvalitetnog vremena provedenog u vazduhu. Povrh svega, kada je GPS dostupan, Vaš DJI Phantom 3 dron će upamtiti tačno mesto sa kojeg je poleteo, tako da ga jednim pritiskom na dugme možete poslati nazad na početnu poziciju.
| Senzor                | Tip senzora                       | Sony EXMOR veličine 1/2.3” |
| Senzor                | Rezolucija (MP)                   | 12.4 MP |
| Senzor                | Veličina slike (px)               | 4000 x 3000 tačaka |
| Objektiv              | Raspon objektiva (mm)             | 20 mm (ekvivalentno) |
| Objektiv              | Otvor blende (f/)                 | f/2.8 |
| Snimanje              | Video snimanje (rezolucija)       | 1920 x 1080 sa 60 fps |
| Snimanje              | Neprekidno (burst)                | 3/5/7 fps |
| Snimanje              | Tip fajlova                       | JPEG, DNG (RAW); MP4, MOV (MPEG-4 AVC/H.264); format FAT32 / exFAT |
| Ekspozicija           | ISO osetljivost                   | 100 - 1600 (fotografije); 100 - 3200 (video zapisi) |
| Ekspozicija           | Brzina zatvarača                  | 8 - 1/8000 s |
| Ostale karakteristike | Wi-Fi funkcija                    | Ne |
| Ostale karakteristike | Otporan na vodu, prašinu i padove | Ne |
| Ostale karakteristike | Zaptivenost                       | Ne |
| Ostale karakteristike | GPS upis podataka                 | GPS/GLONASS |
| Opšte karakteristike  | Maksimalna visina letenja         | 6000m |
| Opšte karakteristike  | Dimenzije (ŠDV) mm                | Dijagonala 590 mm (uključujući propelere) |
| Opšte karakteristike  | Masa (g)                          | 1280 g (sa baterijom) |
| Opšte karakteristike  | Ugao gledanja (horizontalno)      | 94° |
| Opšte karakteristike  | Brend                             | DJI |
| Opšte karakteristike  | Sadržaj pakovanja                 | Daljinski, baterija za daljinski, propeleri, baterija za letelicu, punjač, kabl za napajanje, uputstvo, USB kabl, stega za uklanjanje propelera, 4 prigušivača potresa |
| Memorija              | Interna memorija                  | Ne |
| Memorija              | Tip memorijske kartice            | Micro SD (Class 10 ili UHS-1) |
| Memorija              | Kapacitet kartice (GB)            | do 64 GB |
| Konekcije             | Interfejs                         | Daljinski upravljač, USB |
| Napajanje             | Kapacitet                         | 4480 mAh |
| Napajanje             | Baterija                          | Litijum-polimerska LiPo 4S |
| Napajanje             | Trajanje baterije (min/br.sn.)    | 23 minuta |
| Let                   | Brzina uspinjanja                 | 5 m/s |
| Let                   | Brzina propadanja                 | 3 m/s |
| Let                   | Brzina letenja                    | 16 m/s (ATTI mod, bez vetra) |

## Phantom 3 professional ( cena 1200 evra)
DJI Phantom 3 Professional dron, kao i njegov "brat blizanac" Advanced, poseduje vrhunski 1/2.3" Sony EXMOR senzor od 12MP (koji je osetljiviji na svetlo nego senzor kod modela DJI Phantom 2 Vision), vidno polje od 94 stepeni, kao i objektiv 20mm (ekvivalentno) f/2.8, dok je kamera stabilizovana zahvaljujući gimbalu sa mogućnošću kretanja u 3 ose, što donosi željenu glatkoću video zapisa. Međutim, ono po čemu se razlikuju ove dve iteracije jeste video mod. Naime, dron DJI Phantom 3 Professional snima u fantastičnoj 4K rezoluciji, precizno 4096 x 2160 na 24/25 fps ili 3840 x 2160 (UHD) na 24/25/30 fps, dok DJI Phantom 3 Advanced snima "samo" u Full HD rezoluciji, precizno 1920 x 1080 sa 24/25/30/48/50/60 fps (podrazumeva se da Professional poseduje i mogućnost snimanja u Full HD rezolucji). Zahvaljujući inovativnom sistemu vizuelnog pozicioniranja (Visual Positioning System), letelica Phantom 3 može da levitira na istoj poziciji na zatvorenom, i to bez GPS-a, a jednostavnim pritiskom na dugme daljinskog upravljača vrlo lako može da poleti/sleti. Tu je i Lightbridge tehnologija koja donosi režim živog prikaza (Live View) i omogućava korisniku da vidi ono što kamera drona vidi, i to u HD rezoluciji, do udaljenosti od 2km. Podešavanja ISO vrednosti, brzine zatvarača, i kompenzacije ekspozicije mogu se vršiti bilo daljinskim upravljačem ili Pilot aplikacijom. Ova napredna aplikacija takođe omogućava korisnicima da svoje snimke šalju putem livestream-a direktno na YouTube, što je više nego praktično. Letelica Phantom 3 još može da se pohvali unapređenom baterijom sa boljim senzorima, kao i bržim punjačem, što će definitivno doneti više kvalitetnog vremena provedenog u vazduhu. Povrh svega, kada je GPS dostupan, Vaš DJI Phantom 3 dron će upamtiti tačno mesto sa kojeg je poleteo, tako da ga jednim pritiskom na dugme možete poslati nazad na početnu poziciju.
| Senzor                | Tip senzora                       | Sony EXMOR veličine 1/2.3” |
| Senzor                | Rezolucija (MP)                   | 12.4 MP |
| Senzor                | Veličina slike (px)               | 4000 x 3000 tačaka |
| Objektiv              | Raspon objektiva (mm)             | 20 mm (ekvivalentno) |
| Objektiv              | Otvor blende (f/)                 | f/2.8 |
| Snimanje              | Video snimanje (rezolucija)       | 4096 x 2160 sa 25 fps |
| Snimanje              | Neprekidno (burst)                | 3/5/7 fps |
| Snimanje              | Tip fajlova                       | JPEG, DNG (RAW); MP4, MOV (MPEG-4 AVC/H.264); format FAT32 / exFAT |
| Ekspozicija           | ISO osetljivost                   | 100 - 1600 (fotografije); 100 - 3200 (video zapisi) |
| Ekspozicija           | Brzina zatvarača                  | 8 - 1/8000 s |
| Ostale karakteristike | Wi-Fi funkcija                    | Da |
| Ostale karakteristike | Otporan na vodu, prašinu i padove | Ne |
| Ostale karakteristike | Zaptivenost                       | Ne |
| Ostale karakteristike | GPS upis podataka                 | GPS/GLONAS |
| Opšte karakteristike  | Maksimalna visina letenja         | 6000 m |
| Opšte karakteristike  | Dimenzije (ŠDV) mm                | Dijagonala 590 mm (uključujući propelere) |
| Opšte karakteristike  | Masa (g)                          | 1280 g (sa baterijom) |
| Opšte karakteristike  | Ugao gledanja (horizontalno)      | 94° |
| Opšte karakteristike  | Brend                             | DJI |
| Opšte karakteristike  | Sadržaj pakovanja                 | Daljinski, baterija za daljinski, propeleri, baterija za letelicu, punjač, kabl za napajanje, uputstvo, USB kabl, stega za uklanjanje propelera, 4 prigušivača potresa |
| Memorija              | Interna memorija                  | Ne |
| Memorija              | Tip memorijske kartice            | Micro SD (Class 10 ili UHS-1) |
| Memorija              | Kapacitet kartice (GB)            | do 64 GB |
| Konekcije             | Interfejs                         | Daljinski upravljač, USB |
| Napajanje             | Kapacitet                         | 4480 mAh |
| Napajanje             | Baterija                          | Litijum-polimerska LiPo 4S |
| Napajanje             | Trajanje baterije (min/br.sn.)    | 23 minuta |
| Let                   | Brzina uspinjanja                 | 5 m/s |
| Let                   | Brzina propadanja                 | 3 m/s |
| Let                   | Brzina letenja                    | 16 m/s (ATTI mod, bez vetra) |

## Galerija
- Phantom 3 Advanced
- slika snimljena dronom phantom 3